# Bjarte Engen Vik
Bjarte Engen Vik (Tromsø, 3 de marzo de 1971) es un deportista noruego que compitió en esquí en la modalidad de combinada nórdica. 
Participó en dos Juegos Olímpicos de Invierno, obteniendo en total cuatro medallas: dos en Lillehammer 1994, plata en la prueba por equipo (junto con Knut Tore Apeland y Fred Børre Lundberg) y bronce en el trampolín normal + 15 km individual, y dos oros en Nagano 1998, en el trampolín normal + 15 km individual y la prueba por equipo (con Halldor Skard, Kenneth Braaten y Fred Børre Lundberg).
Ganó ocho medallas en el Campeonato Mundial de Esquí Nórdico entre los años 1995 y 2001.

## Palmarés internacional
| Juegos Olímpicos   | Juegos Olímpicos      | Juegos Olímpicos  | Juegos Olímpicos          |
| Año                | Lugar                 | Medalla           | Prueba                    |
| ------------------ | --------------------- | ----------------- | ------------------------- |
| 1994               | Lillehammer (Noruega) | Medalla de plata  | TN + 3 × 10 km por equipo |
| 1994               | Lillehammer (Noruega) | Medalla de bronce | TN + 15 km individual     |
| 1998               | Nagano (Japón)        | Medalla de oro    | TN + 15 km individual     |
| 1998               | Nagano (Japón)        | Medalla de oro    | TN + 4 × 5 km por equipo  |
| Campeonato Mundial |                       |                   |                           |
| Año                | Lugar                 | Medalla           | Prueba                    |
| 1995               | Thunder Bay (Canadá)  | Medalla de plata  | TN + 4 × 5 km por equipo  |
| 1997               | Trondheim (Noruega)   | Medalla de oro    | TN + 4 × 5 km por equipo  |
| 1997               | Trondheim (Noruega)   | Medalla de plata  | TN + 15 km individual     |
| 1999               | Ramsau (Austria)      | Medalla de oro    | TN + 15 km individual     |
| 1999               | Ramsau (Austria)      | Medalla de oro    | TG + 7,5 km individual    |
| 1999               | Ramsau (Austria)      | Medalla de plata  | TN + 4 × 5 km por equipo  |
| 2001               | Lahti (Finlandia)     | Medalla de oro    | TN + 15 km individual     |
| 2001               | Lahti (Finlandia)     | Medalla de oro    | TN + 4 × 5 km por equipo  |